# 브로큰 애로우 (1996년 영화)
《브로큰 애로우》(영어: Broken Arrow)는 미국의 1996년 액션 스릴러 영화로, 우위썬 감독이 《하드 타겟》(1993)에 이어 할리우드에서 만든 두 번째 영화이다. 존 트러볼타, 크리스천 슬레이터 등이 출연하였다.

## 줄거리
화이트맨 공군 기지에서 근무하는 조종사 빅 디킨스 소령과 라일리 헤일 대위는 야밤에 B83 핵폭탄을 실은 스텔스기를 모는 극비 작전을 수행하게 된다. 그러나 기체가 공군 기지 레이더망에서 벗어나자마자 디킨스는 갑자기 헤일을 공격해 밖으로 떨어뜨리더니 핵폭탄을 탈취한다. 공군은 이 브로큰 애로(Broken Arrow) 상황에 바로 대응하지만 디킨스에게 막혀 핵폭탄 회수에 실패한다. 디킨스와 공모자들은 이 핵폭탄을 인구 밀집 지역에서 터트리겠다고 미국 정부를 협박할 작정이다. 살아남은 헤일은 자신을 체포하려는 국립 공원 관리청 경비대원 테리 카마이클을 설득하여 함께 디킨스를 추적해 나간다.

## 출연진
- 존 트러볼타 - 빅 “디크” 디킨스 소령 역
- 크리스천 슬레이터 - 라일리 헤일 대위 역
- 서맨사 매시스 - 경비대원 테리 카마이클 역
- 델로이 린도 - 맥스 윌킨스 대령 역
- 프랭크 훼일리 - 자일스 프렌티스 역
- 밥 건턴 - 프리칫 씨 역
- 하우이 롱 - 켈리 중사 역
- 잭 톰프슨 - 합참 의장 역
- 커트우드 스미스 - 베어드 국방 장관 역
- 본디 커티스홀 - 샘 로즈 원사 역
- 대니얼 본바건 - 크릴리 대장 역
- 숀 투브 - 맥스

## 기타 제작진
- 공동 제작: 앨리슨 라이언 시건
- 배역: 도나 아이작슨
- 미술: 홀거 그로스
- 의상: 메리 메일린

## 우리말 녹음
SBS 성우진 (1998년 10월 4일)
- 설영범 - 디킨스 (존 트러볼타)
- 김종환 - 헤일 (크리스천 슬레이터)
- 차명화 - 테리 (서맨사 매시스)
- 김기현 - 윌킨스 대령 (델로이 린도)
- 손선근 - 자일스 (프랭크 훼일리)
- 이윤선 - 프리칫 (밥 건턴)
- 김민규
- 이근욱
- 한상덕
- 순동운
- 임성표
- 김강산
- 이승주